# 검은맘바
검은맘바(영어: black mamba)는 아프리카에 서식하는 독사의 한 종류이다. 세계에서 가장 빠른 뱀 중 하나이며, 한 번에 나오는 독의 양은 성인 10명을 죽일 수 있다. 공격성이 매우 강하므로 세계에서 가장 위험한 뱀으로 꼽힌다. 검은맘바의 독은 방울뱀의 독보다 70배나 더 치명적이라고 알려져 있다. 게다가 성격도 난폭한데 보통 뱀은 먹이를 잡거나 방어하기 위해 공격하지만 검은맘바는 자신의 눈앞에 걸리적거리는 물체는 모두 공격한다.
전 농구선수 코비 브라이언트의 별명이었으며, 코비 브라이언트는 현역 은퇴 후 자신의 별명을 본뜬 트레이닝 센터를 만들기도 했다. 이 동물을 본따서 Black Mamba라는 노래도 만들어졌다.

## 생김새
블랙맘바는 코브라의 일종이며, 명칭에 블랙이 들어있지만 이름처럼 검은색은 아니다. 맘바의 입안이 검은색이라 사람들은 이 뱀의 이름을 '블랙맘바'라고 부른다.
이 뱀은 작지만 동글동글한 눈을 가지고 있고, 눈의 색깔은 갈색 혹은 검은색이다. 색도 진한 검은색이 아니기에 순둥순둥해 보인다.
어른 블랙맘바의 길이는 평균적으로 2~3m이고 무게는 1.5~2kg이다.
하지만 몇몇의 맘바는 4.5m까지 자란다.

## 서식지
대부분의 블랙맘바는 아프리카에 서식한다.
또,블랙맘바는 수단, 에티오피아, 르완다, 소말리아, 케냐, 탄자니아, 우간다에 산다. 남동쪽의 아프리카에 주로 분포허며, 사바나와 숲속같은 곳을 좋아한다.

## 속도
블랙맘바는 아프리카에서 찾을 수 있는 뱀들 중 가장 빠르다. 또, 세계에서 가장 빠른 뱀들 중 하나이다.
평균 이동속도가 시속 8km, 단거리 최고속도가 시속 20km, 초단거리에서의 민첩성도 인간을 넘어선다.
하지만 대개 위협에서 몸을 지키기 위해 속도를 낸다.

## 독
블랙맘바의 독액에는 파스키쿨린과 덴드로톡신이라는 신경독이 있다. 두 물질은 신경신호전달계를 폭주시켜 과잉 신호를 일으키며 전신에 경련과 발작을 유발하고, 신호 수용기를 과부하 상태로 만들어 수의근들이 아예 움직이라는 신호를 못 받게 만든다. 최종적으로 호흡근이 마비되어 질식사하게 만들며, 이는 인류 역사상 최악의 독가스라는 VX의 작용기전과 비슷하다. 또한 블랙맘바의 독액에는 심장독 성분도 있는데, 심장에 도달하면 즉시 심근에 전달돼야 할 수축 신호를 차단해서 급성심부전 및 심정지를 일으킨다. 총체적으로 독성이 강할 뿐만 아니라 독의 작용 또한 굉장히 빠르기 때문에 물린 사람이 어찌어찌 운이 좋아서 항독 혈청을 투여받아도 거의 잘 듣지 않는 경우가 많다.
성인에게 피하주사로 15mg만 놓으면 죽는 맹독을 블랙맘바는 한번 물 때마다 150mg씩 주입하기 때문에 물리고 치료를 못 받으면 30분 내로 실명 및 사망 확정이고, 아무리 늦어도 3시간 내에 사망한다. 인도코브라처럼 알에서 깨어난 새끼에게도 사람을 죽이기에 충분한 독액이 있다고 한다. 블랙맘바는 최소 4분 안에 쥐를 죽일 수 있다. 블랙맘바는 사람도 죽일 수 있는데,
한 번의 독으로 10명의 어른을 죽일 수 있다고 한다. 또한 사람이 물리고 약 20분 후면 사망한다.
다른 뱀들과 달리 배가 부른 상태라 해도 사냥을 하는데다 자기 신경에 거슬리면 무조건 공격하는 습성이 있어 언제나 조심해야 한다. 독성은 방울뱀의 약 70배다.

## 생식
수컷 블랙맘바는 암컷을 찾기 위해 긴 거리를 여행해야한다. 그곳에서도 수컷들은 암컷을 찾기 위해 영역싸움을 한다. 이때는 서로 물지 않는다.
암컷 맘바의 임신기는 80~100일이다. 그들은 초봄에 알을 낳고, 한번에 10~25개의 알을 낳는다.

## 수명
블랙맘바는 평균 10년 정도 살 수 있다. 야생 블랙맘바는 다른 야생뱀들보다 더 오래산다.

## 관련 일화
관련 일화들 중 1906년에 리처드 마인헤르츠하겐이라는 대령이 검은맘바의 속도를 시험해보고 싶어서, 하인으로 하여금 검은맘바에게 흙을 뿌리게 한 후 달리기 시합을 시켰다는 이야기가 있다. 그때 검은맘바의 속력은 시속 11.2 km였는데 하인이 넘어져서 따라 잡혀 위험에 처하자, 대령이 검은맘바를 총으로 쏴서 죽였다고 한다.